# Skytte (släkt)
Skytte är en svensk släkt som härstammar från Bengt Nilsson Skräddare (omtalad 1582–1603) som var borgmästare i Nyköping. Han anges ha varit äldre bror till rådmannen och handelsmannen i Nyköping Henning Nilsson Schütte (död 1646), vilken var far till kammarrådet Joakim Schütte, som 1650 adlades Skyttehielm, samt biskopen Henning Schütte, som 1668 adlades Skyttenhielm. Bengt Nilsson Skräddares äldste son Lars Bengtsson Skytte adlades 1619 Skytte af Sätra. Yngre söner var boktryckaren Ericus Benedicti Schroderus och Johan Skytte, som 1604 adlades Skytte af Duderhof. Yngste sonen till Bengt Nilsson Skräddare var handlaren i Nyköping Nils Bengtsson, född 1589. Han blev far till Håkan Nilsson Skytte, som 1645 adlades och adopterades adliga ätten Skytte af Sätras namn och nummer. En yngre bror till denne, Bertil Nilsson Skytte, adlades 1648 med namnet Skytte. Hans son, generalen Carl Gustaf Skytte, upphöjdes 1715 i friherrligt stånd men introducerades aldrig på Riddarhuset; med honom utdog denna ätt på svärdssidan.